# Robert Sibbald

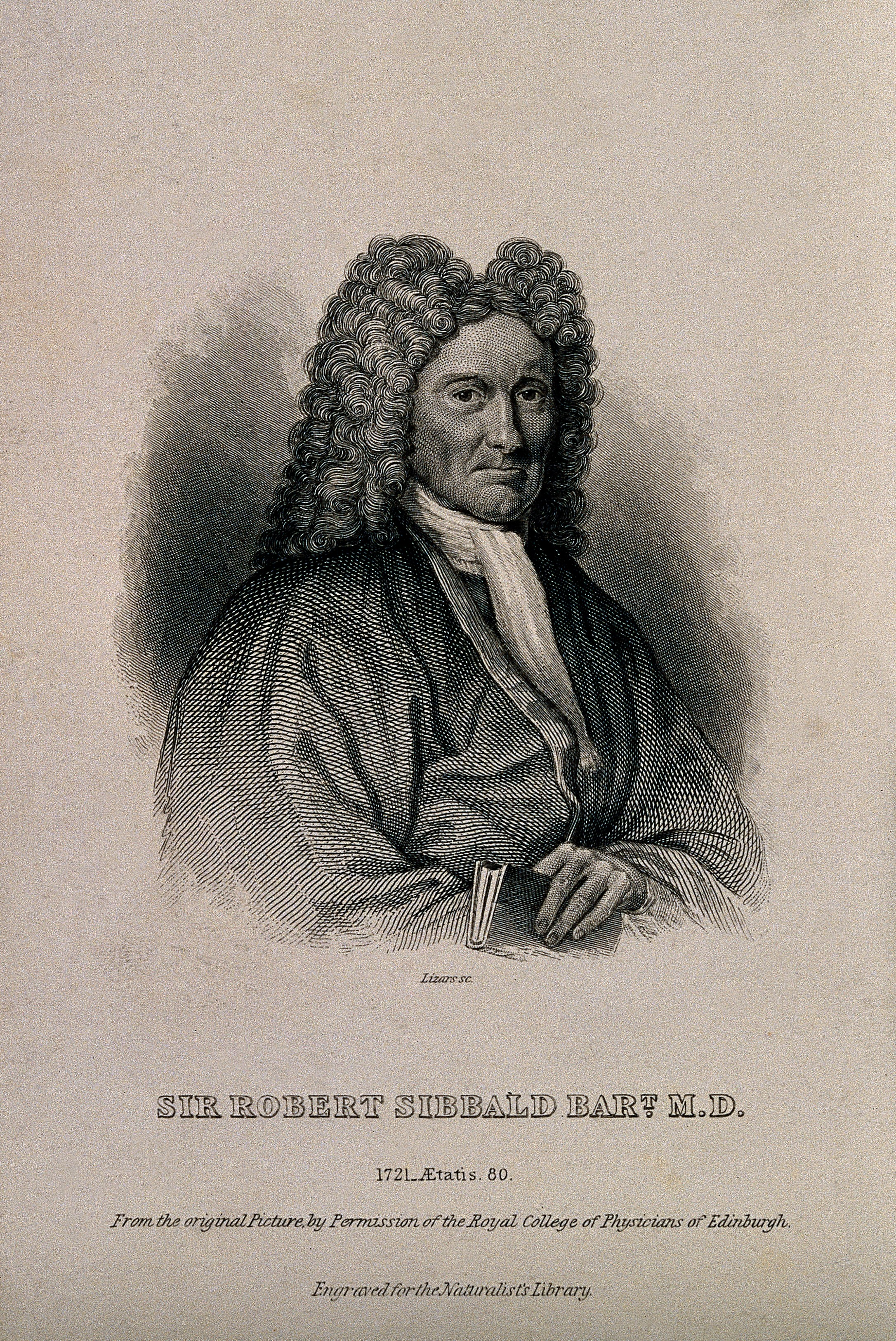
Robert Sibbald

Sir Robert Sibbald (Edinburgh, 15 april 1641 - augustus 1722) was een Schotse arts en antiquair. 

## Levensloop
Robert Sibbald werd geboren als zoon van David Sibbald (de broer van James Sibbald) en Margaret Boyd (januari 1606 - 10 juli 1672). Sibbald studeerde aan de Royal High School te Edingburgh en aan de universiteit van Edinburgh, de universiteit Leiden en de universiteit van Parijs. Hij behaalde zijn doctoraat aan de universiteit van Angers (Frankrijk) in 1662. Niet veel later vestigde hij zich als arts in Edinburgh. 
Hij verbleef in "Kipps Castle" nabij Linlithgow. In 1667 startte hij samen met Andrew Balfour de botanische tuin van Edingburgh op. Tevens nam hij in de Royal College of Physicians of Edingburgh een vooraanstaande positie in. In 1684 werd hij president van de Royal College. 
In 1685 werd hij benoemd tot de eerste hoogleraar in de geneeskunde aan de universiteit van Edinburgh. Hij werd ook tot geograaf benoemd in 1682, en zijn talrijke literatuurstudies behandelen historische, oudheidkundige, botanische en medische onderwerpen. Veel van zijn cartografische studies zijn gebaseerd op het werk van Timothy Pont. Sibbald ligt begraven in Greyfriars Kirkyard in Edinburgh. 
De plantengeslacht Sibbaldia werd naar hem genoemd. Ook is de vroeger gebruikte geslachtsnaam van de blauwe vinvis naar hem genoemd. Deze vinvis werd vroeger Sibbaldus musculus genoemd, de huidige wetenschappelijke naam is Balaenoptera musculus. De blauwe vinvis werd vroeger ook wel Sibbald's vinvis genoemd.

## Werken
- 1683: An Account of the Scottish Atlas.
- 1684: Scotia illustrata.
- 1699: Memoria Balfouriana; sive, Historia rerum, pro literis promovendis, gestarum a ... fratribus Balfouriis ... Jacobo ... et ... Andrea.
- 1699: Provision for the poor in time of dearth and scarcity.
- 1710: A History Ancient and Modern of the Sheriffdoms of Fife and Kinross.
- 1711: Description of the Isles of Orkney and Shetland.
- 1803: A History Ancient and Modern of the Sheriffdoms of Fife and Kinross.
- 1837: The Remains of Sir Robert Sibbald, containing his autobiography, memoirs of the Royal College of Physicians, a portion of his literary correspondence, and an account of his MSS.
- 1845: Description of the Isles of Orkney and Shetland.

- Bibsys: 2125204
- Gemeinsame Normdatei: 124573215
- International Standard Name Identifier: 0000 0000 8232 3866
- Library of Congress Control Number: n82001613
- Mathematics Genealogy Project: 125184
- Nationale Bibliotheek van Tsjechië: nlk20000091343
- Nationale bibliotheek van Australië: 36543534
- Nationale Bibliotheek van Israël: 987007273600005171
- Nederlandse Thesaurus van Auteursnamen: 069455112
- Réseau des bibliothèques de Suisse occidentale: 02-A003829101
- Istituto Centrale per il Catalogo Unico: BVEV073224
- SNAC: w6cr5sbq
- Système universitaire de documentation: 075950502
- Trove: 1283144
- Virtual International Authority File: 52626362
- WorldCat: E39PBJjRXwpKCcvFk4kmwf4cyd